# Nerone
Nerone er en opera fra 1935 i tre akter af Pietro Mascagni med libretto af Giovanni Targioni-Tozzetti efter et skuespil af Pietro Cossa. Det meste af Mascagnis musik kom fra et mislykket projekt Vistilia fra 1907.
Nerone havde uropførelse 16. januar 1935 på Teatro alla Scala i Milano, hvor Mascagni selv dirigerede.
Handlingen foregår i det 1. årh. efter Kristus. I en taverne tales om kejser Neros udsvævelser og de kristnes nye sekt, som breder sig. Nero kommer ind forklædt, idet han forfølger en græsk slavinde og danserinde, Aegloga, som har tændt hans lidenskab. Da han bliver alene, drikker han, og den kejserlige konkubine Acte bebrejder ham hans ødselhed. Da hun, som oprigtigt elsker ham, opdager hans lidenskab for slavinden, truer hun med at myrde hende. Da kejseren ikke giver efter for hendes trusler, giver hun Aegloga gift under et festmåltid. Nero er fortvivlet, men i Rom udbryder en opstand, og Nero må flygte. Han søger ly i en hytte. Hertil ankommer en centurion for at udlevere ham til senatet, men en frigiven slave hjælper ham til at begå selvmord. Acte er gået forud for Nero i døden.

## Roller ved uropførelsen
| Roller                | Stemmetyper | Uropførelse 16. januar 1935 (Dirigent: Pietro Mascagni) |
| --------------------- | ----------- | ------------------------------------------------------- |
| Atte                  | sopran      | Lina Bruna Rasa                                         |
| Claudio Cesare Nerone | tenor       | Aureliano Pertile                                       |
| Clivio Rufo           | bas         | Duilio Baronti                                          |
| Egloge                | sopran      | Margherita Carosio                                      |
| Epafrodìto            | baryton     | Fabio Ronchi                                            |
| Faònte                | tenor       | Gino Del Signore                                        |
| Icèlo                 | tenor       | Giuseppe Nessi                                          |
| Menècrate             | baryton     | Apollo Granforte                                        |
| Vinìcio               | baryton     | Aristide Baracchi                                       |
| Nevio                 | tenor       | Ettore Parmeggiani                                      |
| Pastore               | tenor       | Nello Palai                                             |
| Basilio               | bas         | Tancredi Pasero                                         |
| Petronio              | bas         | Giuseppe Noto                                           |
| Mucrone               | bas         | Luciano Donaggio                                        |
| Eulogio               | bas         | Franco Zaccarini                                        |